# Mission pirates : Le trésor perdu de Fiji
Mission pirates : Le trésor perdu de Fiji (Pirate Islands: The Lost Treasure of Fiji) est une série télévisée australienne en 13 épisodes de 26 minutes, créée par Jonathan M. Shiff et Judith John-Story.
C'est une série dérivée de Mission pirates. Elle reprend le même concept la précédente, à savoir l'envoi d'enfants dans un monde virtuel habités par les pirates. Cette série de 2007 comporte 13 épisodes de 26 minutes.
La série est inédite dans les autres pays francophones.

## Synopsis
Des gamers de haut niveau du monde entier sont invités au Fiji à l'avant-première d'un nouveau jeu d'aventure très sophistiqué basés sur l'univers des pirates : Pirate Island - Le trésor perdu de Fiji. Tyler et son petit frère Marty sont aussi du voyage. Alors qu'il teste le jeu, Marty endommage les commandes du jeu et est soudainement transporté dans un monde virtuel du XIXe siècle au Fiji. Avec l'aide de deux joueuses, Kirra et Alison, Tyler tente de venir en aide à son frère, mais ils seront aussi emportés dans l'univers du jeu. Ces adolescents modernes vont devoir faire face à des situations incroyables qu'ils n'avaient jamais rencontrées auparavant.

## Distribution
- John Noble : capitaine John Blackheart
- Saskia Burmeister : Lily Mate
- Kain O'Keeffe : Tyler
- Adelaide Clemens : Alison
- Sera Tikotikovatu : Kirra
- Jim Daly : Dougal

## Épisodes
1. Titre français inconnu (Game On)
2. Titre français inconnu (Sanctuary)
3. Titre français inconnu (Nemesis)
4. Titre français inconnu (Without Paddles)
5. Titre français inconnu (Secrets and Lies)
6. Titre français inconnu (Poison)
7. Titre français inconnu (Mutiny)
8. Titre français inconnu (Cross and Doublecross)
9. Titre français inconnu (Choices)
10. Titre français inconnu (Broadside)
11. Titre français inconnu (Drum Roll)
12. Titre français inconnu (Unholy Alliance)
13. Titre français inconnu (Tabu)